# Diogenion vermifactus
Diogenion vermifactus är en kräftdjursart som beskrevs av Codreanu, Codreanu och Pike 1960. Diogenion vermifactus ingår i släktet Diogenion och familjen Entoniscidae.
Artens utbredningsområde är Röda havet. Inga underarter finns listade i Catalogue of Life.